# Asota darsania
Asota darsania là một loài bướm đêm thuộc họ Erebidae. Nó được tìm thấy ở Indonesia.
Sải cánh dài khoảng 54 mm.